# Pitkälampi (sjö i Hirvensalmi, Södra Savolax)
Pitkälampi är en sjö i kommunen Hirvensalmi i landskapet Södra Savolax i Finland. Arean är 49 hektar och strandlinjen är 5,23 kilometer lång. Sjön  ingår i Kymmene älvs huvudavrinningsområde.   Den ligger omkring 20 kilometer väster om S:t Michel och omkring 190 kilometer nordöst om Helsingfors. 